# Avegno (Tessin)
Pour les articles homonymes, voir Avegno.
Avegno est une localité et une ancienne commune suisse du canton du Tessin. Elle a fusionné le 17 septembre 2007 avec Gordevio pour devenir Avegno Gordevio.